# Митрион, Мэтт
Мэттью Стивен Митрион (англ. Matthew Steven Mitrione; род. 15 июля 1978 года) — американский боец смешанных единоборств и бывший профессиональный игрок в американский футбол, выступающий в тяжёлой весовой категории. В 2009—2016 годах выступал под эгидой промоушена UFC, в 2016 году перешёл в Bellator.

## Биография
Мэтт Митрион родился 15 июля 1978 года в Спрингфилде, штат Иллинойс. Он был игроком американской футбольной лиги и играл за Нью-Йорк. Также он участвовал в шоу TUF 10, которое транслировали на Spike TV.
Мэтт получил образование в Университете Пердью. Его специальность — закон и общество, а также коммуникация и наблюдение. После этого он был директором в компании по спортивному питанию и занимался разработкой питания. Затем он решил стать профессиональным бойцом и пошел в ММА.

## Участие в шоу The Ultimate Fighter
Друг Митриона, Джейсон Верт попросил его принять участие в боях, после чего Мэтт начал заниматься этим профессионально. Он является членом организации Integrated Fighting Academy, которая находится в Индиане.
Когда стартовал десятый сезон американского шоу The Ultimate Fighter, Мэтт решил попробовать свои силы. Его тренер дал ему прозвище «Дубина». Благодаря победе над Скоттом Джанка, Митрион смог попасть в четвертьфинал. После этого боец жаловался на недомогание и головную боль и проиграл своему сопернику Джеймсу МакСуини (англ. James McSweeney).

## Личная жизнь
Мэтт и его жена имеют двоих сыновей и одну дочь. Играл за футбольную команду Университета Пердью с 1998—2006.

## Статистика боёв в смешанных единоборствах
| Боёв 23         | Побед 13 | Поражений 9 |
| --------------- | -------- | ----------- |
| Нокаутом        | 11       | 5           |
| Сдачей          | 0        | 2           |
| Решением        | 2        | 2           |
| Не состоявшихся | 1        | 1           |

| Результат    | Рекорд   | Соперник          | Способ                       | Турнир                                                   | Дата            | Раунд | Время | Место                        | Примечание                                                     |
| ------------ | -------- | ----------------- | ---------------------------- | -------------------------------------------------------- | --------------- | ----- | ----- | ---------------------------- | -------------------------------------------------------------- |
| Поражение    | 13–9 (1) | Тайрелл Форчун    | TKO (сдача через удары)      | Bellator 262                                             | 16 июля 2021    | 1     | 1:45  | Анкасвилл, США               |                                                                |
| Поражение    | 13–8 (1) | Тимоти Джонсон    | TKO (удары)                  | Bellator 243                                             | 7 августа 2020  | 1     | 3:14  | Анкасвилл, США               |                                                                |
| Поражение    | 13-7 (1) | Сергей Харитонов  | TKO (удары руками)           | Bellator 225                                             | 24 августа 2019 | 2     | 1:24  | Бриджпорт, США               | Нокаут                                                         |
| Не состоялся | 13-6 (1) | Сергей Харитонов  | Не состоялся (аннулирование) | Bellator 215                                             | 15 февраля 2019 | 1     | 0:15  | Анкасвилл, США               | Харитонов не смог продолжить бой после случайного удара в пах. |
| Поражение    | 13-6     | Райан Бейдер      | Единогласное решение         | Bellator 207                                             | 12 октября 2018 | 3     | 5:00  | Анкасвилл, США               | Полуфинал гран-при Bellator в тяжёлом весе.                    |
| Победа       | 13-5     | Рой Нельсон       | Решение большинства          | Bellator 194                                             | 16 февраля 2018 | 3     | 5:00  | Коннектикут, США             | Четвертьфинал Гран-при тяжеловесов Bellator 2018               |
| Победа       | 12-5     | Федор Емельяненко | Нокаут (удары)               | Bellator 180                                             | 24 июня 2017    | 1     | 1:14  | Нью-Йорк, США                |                                                                |
| Победа       | 11-5     | Оли Томпсон       | Технический нокаут (удары)   | Bellator 158                                             | 16 июля 2016    | 2     | 4:21  | Лондон, Великобритания       |                                                                |
| Победа       | 10-5     | Карл Семанутафа   | Нокаут (удары)               | Bellator 157: Dynamite 2                                 | 24 июня 2016    | 1     | 3:22  | Сент-Луис, Миссури, США      |                                                                |
| Поражение    | 9-5      | Трэвис Браун      | Технический нокаут (удары)   | UFC Fight Night: Dillashaw vs. Cruz                      | 17 января 2016  | 3     | 4:09  | Бостон, Массачусетс, США     |                                                                |
| Поражение    | 9-4      | Бен Ротвелл       | Сдача (удушающий приём)      | UFC Fight Night: Boetsch vs. Henderson                   | 6 июня 2015     | 1     | 1:54  | Новый Орлеан, Луизиана, США  |                                                                |
| Победа       | 9-3      | Габриел Гонзага   | Технический нокаут (удары)   | UFC on Fox: dos Santos vs. Miocic                        | 13 декабря 2014 | 1     | 1:59  | Финикс, Аризона, США         |                                                                |
| Победа       | 8-3      | Деррик Льюис      | Нокаут (удары)               | UFC Fight Night: Jacare vs. Mousasi                      | 5 августа 2014  | 1     | 0:41  | Коннектикут, США             |                                                                |
| Победа       | 7-3      | Шон Джордан       | Нокаут (удары)               | The Ultimate Fighter China Finale: Kim vs. Hathaway      | 1 марта 2014    | 1     | 4:59  | Макао, Китай                 |                                                                |
| Поражение    | 6-3      | Брендан Шауб      | Сдача (удушающий приём)      | UFC 165                                                  | 21 августа 2013 | 1     | 4:06  | Торонто, Канада              |                                                                |
| Победа       | 6-2      | Филип Де Фрайс    | Нокаут (удары)               | UFC on Fuel TV: Mousasi vs. Latifi                       | 6 апреля 2013   | 1     | 0:19  | Стокгольм, Швеция            |                                                                |
| Поражение    | 5-2      | Рой Нельсон       | Технический нокаут (удары)   | The Ultimate Fighter: Team Carwin vs. Team Nelson Finale | 15 августа 2012 | 1     | 2:58  | Лас-Вегас, Невада, США       |                                                                |
| Поражение    | 5-1      | Чейк Конго        | Единогласное решение         | UFC 137                                                  | 29 октября 2011 | 3     | 5:00  | Лас-Вегас, Невада, США       |                                                                |
| Победа       | 5-0      | Кристиан Моркрафт | Нокаут (удары)               | UFC Live: Kongo vs. Barry                                | 26 июня 2011    | 2     | 4:28  | Питтсбург, Пенсильвания, США |                                                                |
| Победа       | 4-0      | Тим Хейг          | Технический нокаут (удары)   | UFC: Fight for the Troops 2                              | 22 января 2011  | 1     | 2:59  | Форт-Худ, Техас, США         |                                                                |
| Победа       | 3-0      | Джоуи Бельтран    | Единогласное решение         | UFC 119                                                  | 25 августа 2010 | 3     | 5:00  | Индиана, США                 |                                                                |
| Победа       | 2-0      | Кимбо Слайс       | Технический нокаут (удары)   | UFC 113                                                  | 8 мая 2010      | 2     | 4:24  | Монреаль, Квебек, Канада     |                                                                |
| Победа       | 1-0      | Маркус Джонс      | Нокаут (удары)               | The Ultimate Fighter: Heavyweights Finale                | 5 декабря 2009  | 2     | 0:10  | Лас-Вегас, Невада, США       |                                                                |

### Статистика боёв в треугольном ринге
В таблице перечислены результаты всех поединков боксёров.
В каждой строке указан результат поединка. Дополнительно номер поединка обозначен цветом, который обозначает итог поединка. Расшифровка обозначений и цветов представлена в нижеследующей таблице.
| Пример | Расшифровка                     |
| ------ | ------------------------------- |
|        | Победа                          |
|        | Ничья                           |
|        | Поражение                       |
|        | Планируемый поединок            |
|        | Поединок признан несостоявшимся |
| КО     | Нокаут                          |
| ТКО    | Технический нокаут              |
| PTS    | Решение судей (по очкам)        |
| UD     | Единогласное решение судей      |
| MD     | Решение большинства судей       |
| SD     | Раздельное решение судей        |
| RTD    | Отказ от продолжения боя        |
| DQ     | Дисквалификация                 |
| NC     | Поединок признан несостоявшимся |

| 1 поединок, 0 побед (0 нокаутом) — 1 поражение | 1 поединок, 0 побед (0 нокаутом) — 1 поражение | 1 поединок, 0 побед (0 нокаутом) — 1 поражение | 1 поединок, 0 побед (0 нокаутом) — 1 поражение | 1 поединок, 0 побед (0 нокаутом) — 1 поражение | 1 поединок, 0 побед (0 нокаутом) — 1 поражение | 1 поединок, 0 побед (0 нокаутом) — 1 поражение | 1 поединок, 0 побед (0 нокаутом) — 1 поражение | 1 поединок, 0 побед (0 нокаутом) — 1 поражение | 1 поединок, 0 побед (0 нокаутом) — 1 поражение |
| Бой                                            | Рекорд                                         | Весовая категория                              | Дата боя                                       | Соперник                                       | Место проведения боя                           | Турнир                                         | Раундов, время                                 | Дополнительно                                  |                                                |
| ---------------------------------------------- | ---------------------------------------------- | ---------------------------------------------- | ---------------------------------------------- | ---------------------------------------------- | ---------------------------------------------- | ---------------------------------------------- | ---------------------------------------------- | ---------------------------------------------- | ---------------------------------------------- |
| 1                                              | 0(0)-1                                         | Тяжёлая (свыше 90,7 кг)                        | 27 ноября 2021                                 | Александр Флорес (Дебют)                       | Globe Life Field, Арлингтон (Техас), США       | Triad Combat                                   | UD 7                                           | Дебют Митриона в треугольном ринге.            |                                                |